# ناحية عين البيضا
ناحية عين البيضا إحدى نواحي سوريا تتبع إداريّاً لمحافظة اللاذقية منطقة اللاذقية ومركزها بلدة عين البيضا، بلغ تعداد سكان الناحية 30,959 نسمة حسب التعداد السكاني لعام 2004.

## بلدات وقرى ناحية عين البيضا
برج إسلام، عين البيضة، الجوزية، خربة الجوزية، الكنيسات، ماخوس، مشقيتا، القادرية (برنة)، قسمين، القلوف، رويسة قسمين، صليب التركمان، السرسكية، الصفصاف، الشبطلية، سولاس، التربة، زغارو، الدروقيات، الصنوبرة.